# Bělov
Bělov (deutsch Bielow) ist eine Gemeinde in Tschechien. Sie liegt vier Kilometer westlich von Otrokovice und gehört zum Okres Zlín.

## Geographie
Bělov befindet sich in den nordöstlichen Ausläufern des Marsgebirges an einem Südhang über dem Tal des Baches Široký potok. Östlich fließt die March, in die am Wehr Bělov der Široký potok und die Mojena sowie weiter südöstlich die Dřevnice einmünden. Im Osten erhebt sich der Tresný (278 m) und nordwestlich der Jámy (299 m). Südwestlich des Dorfes liegt ein großer Klärteich.
Nachbarorte sind Nový Dvůr, Kvasice und Tlumačov im Norden, Skály im Nordosten, Bahňák und Otrokovice im Osten, Kvítkovice, Oldřichovice und Pohořelice im Südosten, Žlutava und Romanice im Süden, Kržle und Nová Dědina im Südwesten, Podkoryta, Kopaniny und Lubná im Westen sowie Sulimov, Karolín und Chlum im Nordwesten.

## Geschichte
Archäologische Funde belegen eine frühzeitliche Besiedlung der Gegend. Dazu gehören mehrere Lagerplätze von Mammutjägern aus der Altsteinzeit, sowie Siedlungsreste und Gräberfelder aus der Bronzezeit, Keltenzeit und der Zeit des Großmährischen Reiches.
Die erste schriftliche Erwähnung des Ortes erfolgte 1131 in einem auf Anordnung des Olmützer Bischofs Heinrich Zdik gefertigten Besitzverzeichnis der Kirche in Spytihněv, darin wurde ein wüstes Vorwerk Nabeloue (careus cultore Nabeloue) aufgeführt. Bis zum 14. Jahrhundert war das Dorf zur Herrschaft Napajedla untertänig, die seit der Mitte des 13. Jahrhunderts den Herren von Benešov gehörte. Im Jahre 1365 wurde Byelow als Teil der Herrschaft Kvasice genannt. Deren Besitzer Milota von Benešov ließ seiner Frau Elisabeth von Sternberg eine Mitgift von 80 Schock zukommen. Während der Hussitenkriege plünderten und brandschatzten die Hussiten die dem strengen Katholiken und Anhänger des Kaisers, Milota von Benešov und Kvasice gehörige Herrschaft. Im Juni 1423 eroberten die Aufständischen unter Diviš Bořek von Dohalice und Miletínek nach einem dreitägigen Kampf, bei dem auch der Grundherr fiel, die Burg Kvasice. Danach liefen allein aus Bělov etwa 200 Einwohner zu den Hussiten über. 1433 verkaufte Milotas Schwester Anna die Herrschaft an Jan Kužel von Žeravice. Im Jahre 1490 gehörte Bielow zu den Gütern des Arnošt Kužel von Žeravice und Kvasice. Dieser erweiterte die Herrschaft, und in seinem 1507 zu Gunsten von Hynek Boček von Kunstadt aufgesetzten Testament sind die Dörfer Střížovice, Trávník, Nětčice, Záhlinice, Bielow, Prusinky und Skržice; zur Hälfte die Dörfer Kotojedy, Těšnovice, Kudlovice und Jarohněvice, Újezdec, Ohníštky und Kladoruby sowie die wüsten Dörfer Sulimov und Nová Dědina aufgeführt.
Im Laufe des 16. Jahrhunderts folgten Albrecht von Sternberg, Johann d. Ä. von Ludanitz und Chropyně und Kaspar Vyškota von Vodnik als Besitzer von Kvasnice mit dem Dorf und Hof Bielow. 1570 schlossen der Richter und Gemeinde Bielow mit dem Besitzer der Herrschaft Napajedla, Friedrich von Zierotin, einen Vertrag über die entgeltliche Nutzung der Wiesen und Felder unterhalb des Dorfes. 1573 wurde der Ort als Bělov bezeichnet. 1591 erwarb Anna von Obrham die Güter und nach ihr Georg von Würben und Freudenthal. Er gehörte 1619 zu den Vertretern der mährischen Protestanten und verstarb nach der Schlacht am Weißen Berg im Kerker. Seine Witwe kaufte 1625 die konfiszierte Herrschaft von der Böhmischen Kammer zurück und verkaufte sie im Jahre darauf an Johann von Rottal. Während des Dreißigjährigen Krieges fielen 1643 die Truppen des schwedischen Feldherrn Torstensson nach der Eroberung von Kroměříž in die Herrschaft Kvasice ein und verwüsteten sie gänzlich. Nach dem Ende des Krieges waren in der ganzen Herrschaft nur noch 104 Häuser bewohnt. Johann von Rottal gelang es, den verödeten Landstrich wieder zu besiedeln. In den Jahren 1699, 1711 und 1719 führten Pestepidemien zu einem erneuten Niedergang. 1742 plünderten preußische Truppen unter Oberst de la Motte Fouqué, die in Kroměříž lagerten, die ganze Gegend. Wenig später quartierte sich in Kvasice das Nassauische Regiment ein. Joachim Adam von Rottal ließ aus Männern seiner Herrschaft zum Schutz seines Besitzes vor den Nassauern die Freikompanie Kvasice bilden. 1746 erbten seine Tochter Marie Anna und deren Mann Franz Adam von Lamberg die Herrschaft. Das älteste Ortssiegel stammt von 1748 und trägt die Inschrift Obec dědina Bielov 1748.
1845 erwarb Friedrich von Thun und Hohenstein durch Heirat mit Leopoldine von Lamberg die Herrschaft. Bis zur Mitte des 19. Jahrhunderts blieb Bělow immer nach Kvasice untertänig.
Nach der Aufhebung der Patrimonialherrschaften bildete Bělow ab 1850 eine Gemeinde in der Bezirkshauptmannschaft Kroměříž. 1874 brannte das halbe Dorf nieder. Ein weiterer Großbrand zerstörte 1877 die Dorfseite unterhalb des Glockenturmes. In den Jahren 1881 bis 1882 entstand in Bělov ein Schulhaus, zuvor fand der Unterricht in Kvasice statt. Wegen regelmäßiger Hochwasserschäden wurden 1906 die Flussläufe der March und Dřevnice zwischen Bělov, Otrokovice und Napajedla reguliert. Nach einem weiteren Großbrand im Jahre 1925 bildete sich 1926 eine Freiwillige Feuerwehr. 1930 erwarb der Zlíner Schuhfabrikant Tomáš Baťa das Sumpfgebiet zwischen March und Dřevnice. Baťa ließ Erdreich vom Hügel Tresný auf den Morastboden aufschwemmen und erhöhte dessen Niveau um einen bis vier Meter. Auf dem einstigen Sumpfland gegenüber von Bělov wurde das Industriegebiet Baťov angelegt, in dem Zweigwerke des Baťa-Unternehmens und der Flugzeughersteller Zlin ihren Platz fanden sowie eine Siedlung für die Beschäftigten. Zu Beginn des Jahres 2007 wurde Bělov vom Okres Kroměříž in den Okres Zlín eingegliedert. Für eine Ausdehnung des Schiffsverkehrs auf dem Baťův kanál bis Kroměříž erfolgt seit 2008 der Bau einer Schleuse zur Umfahrung des Marchwehres Bělov, die Arbeiten sollen 2013 abgeschlossen sein.

## Gemeindegliederung
Für die Gemeinde Bělov sind keine Ortsteile ausgewiesen.

## Sehenswürdigkeiten
- Glockenturm
- Marchwehr Bělov, über das Wehr führt auch die Straßenbrücke nach Otrokovice
- Gedenkstein für die Opfer beider Weltkriege, vor der Schule